# Allison Tolman
Allison Cara Tolman (Houston, 18 novembre 1981) è un'attrice statunitense.
È nota soprattutto per l'interpretazione dell'agente di polizia Molly Solverson nella serie televisiva del 2014 Fargo.

## Biografia
Tolman è nata in Houston, nel Texas. La sua famiglia si è trasferita in Inghilterra quando lei aveva pochi mesi, rimanendoci fino ai suoi quattro anni. Ha trascorso i successivi cinque anni nell'Oklahoma e nel West Texas, prima di spostarsi a Sugar Land. Ha iniziato a studiare recitazione all'età di 10 anni, presso il Fort Bend Community Theatre. Ha frequentato la Clements High School, diplomandosi nel 2000.
In seguito ha studiato alla Baylor University, laureandosi in recitazione teatrale. Dopo il college Tolman si è trasferita a Dallas, dove è stata uno dei membri fondatori del Second Thought Theatre.
Nel 2009 si è trasferita a Chicago per studiare recitazione al The Second City Training Center.
Dal 2014 Tolman recita nella serie televisiva Fargo trasmessa da FX. Per la sua interpretazione ha vinto un Critics' Choice Television Award come miglior attrice non protagonista in un film o miniserie ed è stata candidata ai premi Emmy, ai Golden Globe e ai Satellite Award.

## Filmografia

### Cinema
- A Thousand Cocktails Later, regia di Bradley Steele Harding - cortometraggio (2009)
- Addicted to Fresno, regia di Jamie Babbit (2015)
- Regali da uno sconosciuto - The Gift (The Gift), regia di Joel Edgerton (2015)
- Krampus - Natale non è sempre Natale (Krampus), regia di Michael Dougherty (2015)
- Killing Gunther, regia di Taran Killam (2017)
- I fratelli Sisters (The Sisters Brothers), regia di Jacques Audiard (2018)
- L'ultimo turno (The Last Shift), regia di Andrew Cohn (2020)

### Televisione
- Prison Break – serie TV, 1 episodio (2006)
- Sordid Lives: The Series – serie TV, 4 episodi (2008)
- The Mindy Project – serie TV, 2 episodi (2014)
- Hello Ladies - Il film, regia di Stephen Merchant – film TV (2014)
- Fargo – serie TV, 11 episodi (2014-2015)
- Archer – serie TV, 1 episodio (2015) - voce
- Review – serie TV, 1 episodio (2015)
- Mad Dogs – serie TV, 3 episodi (2016)
- Good Girls – serie TV, 10 episodi (2018-2019)
- Emergence – serie TV, 13 episodi (2019-2020)

## Doppiatrici italiane
Nelle versioni in italiano dei suoi lavori, Allison Tolman è stata doppiata da:
- Monica Ward in Fargo, Krampus - Natale non è sempre Natale, Emergence
- Rossella Acerbo in Regali da uno sconosciuto - The Gift, Gaslit
- Luisa Ziliotto in Mad Dogs
- Daniela Abbruzzese ne I fratelli Sisters